# Bayta Fretum
Il Bayta Fretum è una struttura geologica della superficie di Titano.